# Saques
Saques – miejscowość w Hiszpanii, w Aragonii, w prowincji Huesca, w comarce Alto Gállego, w gminie Caldearenas, 88 km od miasta Huesca.
Według danych INE z 1991 roku miejscowość zamieszkiwały 24 osoby. Wysokość bezwzględna miejscowości jest równa 800 metrów.